# Naked Eyes (band)
Naked Eyes is een Britse newwaveband. Aanvankelijk was het een duo, bestaande uit zanger Pete Byrne en toetsenist Rob Fisher. Sinds Fishers overlijden in 1999 heeft Byrne onder de bandnaam verschillende Amerikaanse tournees gemaakt met andere muzikanten.

## Geschiedenis
Naked Eyes werd geformeerd door twee schoolvrienden uit Bath. Beiden hadden eerder gespeeld in de band Neon, waarin ook latere leden van Tears for Fears speelden. Naked Eyes was een van de eerste bands die gebruik maakten van een Fairlight CMI sampling synthesizer.
Het debuutalbum Burning Bridges werd geproduceerd door Tony Mansfield, evenals het opvolgende album Fuel for the Fire, waarop ook twee nummers staan die door Arthur Baker geproduceerd waren. Hun tweede en derde singles, Promises, Promises (de 12" mix bevat zang van Madonna) en When the Lights Go Out, werden ook hits in de Verenigde Staten.
Na het uitbrengen van het tweede album verhuisde Byrne naar Californië en ging daar sessiewerk doen. Hij had zijn aandeel bij Part-Time Lover van Stevie Wonder, zong op de achtergrond met Rita Coolidge en prinses Stephanie en schreef en produceerde voor de Olsen Twins. Fisher verkende ook andere projecten, had sessies in Londen en formeerde Climie Fisher met Simon Climie.
Byrne bracht in 2001 het soloalbum The Real Illusion uit, dat sommige van zijn laatste geschreven nummers bevatte, die hij schreef met Fisher voor een gepland derde album. In 2005 stelde Byrne een band samen om enkele Naked Eyes-shows te spelen en toerde daarna regelmatig. In 2007 bracht de band het akoestische album Fumbling with the Covers uit, dat covers bevatte van Bob Dylan, The Beatles en Elvis Costello, naast eigen hits van Naked Eyes.
In de zomer van 2008 maakte Naked Eyes een Amerikaanse tournee, samen met Belinda Carlisle, ABC en The Human League. In de zomer van 2014 volgde een Amerikaanse tournee met The Go-Go's, Scandal en The Motels, waarna tot 2019 jaarlijkse tournees volgden. 

## Overlijden
Rob Fisher overleed op 25 augustus 1999 op 42-jarige leeftijd aan de gevolgen van darmkanker na een operatie.

## Discografie

### Singles
- 1983: Always Something There to Remind Me
- 1983: Voices in My Head
- 1983: Promises, Promises
- 1983: When the Lights Go Out
- 1984: (What) In the Name of Love

### Studioalbums
- 1983: Burning Bridges
- 1984: Fuel for the Fire
- 2007: Fumbling with the Covers

### Compilaties
- 1991: The Best of Naked Eyes
- 1994: Promises, Promises (The Very Best of Naked Eyes)
- 1998: Naked Eyes / Spandau Ballet – Back 2 Back Hits
- 2002: Everything and More

### Muziekvideo's
- 1982: Always Something There to Remind Me
- 1983: Promises, Promises
- 1983: Voices In My Head
- 1983: When the Lights Go Out
- 1984: (What) In the Name of Love
- 2007: Cry Baby Cry